# Konferenz der Geodäsiestudierenden
Die Konferenz der GeodäsieStudierenden, kurz KonGeoS, ist der Zusammenschluss der Geodäsie-Fachschaften im deutschsprachigen Raum. Als Bundesfachschaftentagung vertritt sie die Interessen der Geodäsie-Studierenden an Universitäten und Fachhochschulen gegenüber Politik, Wirtschaft sowie im Hochschulbereich und setzt sich für die Verbesserung der Studienbedingungen ein.
Die KonGeoS entstand im November 2012 durch Zusammenschluss der vormaligen Arbeitsgemeinschaft der GeodäsieStudierenden (ARGEOS, seit 1970) und der Konferenz der VermessungsStudierenden (KonVers, seit 1997).
Die KonGeoS-Vollversammlung tagt einmal im Semester und wird stets von einer anderen Mitgliedsfachschaft ausgerichtet. Auf diesen Treffen werden in Arbeitsgruppen aktuelle überregionale Themen erörtert und gemeinsame Stellungnahmen verfasst. Daneben bietet die Konferenz für die Teilnehmer Fachexkursionen, Fachvorträge und die Möglichkeit zum fachlichen und persönlichen Austausch. Zwischen den Konferenzen setzt der Vorstand die Beschlüsse der Vollversammlung um, repräsentiert die KonGeoS gegenüber Berufsverbänden, der Politik und der Öffentlichkeit und hält den Kontakt zwischen den Fachschaften aufrecht.
Die KonGeoS entsendet einen Vertreter als Gast in den Arbeitskreis 1 „Beruf“ des DVW – Gesellschaft für Geodäsie, Geoinformation und Landmanagement e.V. und ist regelmäßig auf der Fachmesse INTERGEO vertreten, um Kontakte zu künftigen Arbeitgebern der Absolventen zu fördern. Über den angegliederten Förderverein (FV KonGeoS e.V.) haben Firmen auch die Möglichkeit, die KonGeoS direkt zu unterstützen.
Neben der Entsendung zum DVW wird auch eine Vertretung für den Bundesvorstand des Verband Deutscher Vermessungsingenieure (VDV-Vertretung) gestellt.

## Arbeitsgruppen

### AG Projekt
Die AG Projekt beschäftigt sich mit aktuellen Problemen und Fragestellungen rund um die KonGeoS. Themen waren bisher beispielsweise der Zusammenschluss von ARGEOS und KonVerS oder ein Leitfaden zu Organisation von KonGeoS-Treffen. Außerdem beschäftigt sich die AG Projekt mit dem INTERGEO Auftritt der KonGeoS sowie mit der Satzung und der Geschäftsordnung der KonGeoS.

### AG PR
Die AG PR beschäftigt sich mit der Außendarstellung und der öffentlichen Wahrnehmung der KonGeoS in Politik, Wirtschaft und Gesellschaft. Weitere Themen sind der Stand der KonGeoS auf der Fachmesse INTERGEO und die Zusammenarbeit mit dem Förderverein. Außerdem ist die AG PR zuständig für die offizielle Website und die Social-Media-Präsenz der KonGeoS auf Instagram und LinkedIn.

### AG Vereine & Verbände
Die AG Vereine und Verbände beschäftigt sich mit den Inhalten der Vereine und Verbände der Geodäsie. Im Besonderen beschäftigt sich die AG mit den im Arbeitskreis 1 des DVW diskutierten Themen und Themen im Bundesvorstand des VDV.

### AG Studium & Lehre
Die AG Studium und Lehre beschäftigt sich mit der Vernetzung und dem Informationsaustausch zwischen den Hochschulen und Studiengängen. Dies betrifft vor allem den Austausch über Studieninhalte, die Umsetzung des Bologna-Prozesses oder Besonderheiten der Studiengänge.

### AG Nachwuchs
Die AG Nachwuchs beschäftigt sich mit der Nachwuchsgewinnung und -förderung im Bereich der Geodäsie. So ist sie z. B. für die Erstsemesterumfrage an allen KonGeoS-Hochschulen und deren Auswertung verantwortlich. Des Weiteren tauschen sich die Teilnehmenden über die verschiedenen Konzepte und Herangehensweisen zur Nachwuchsgewinnung und deren Erfolg aus.

## Austragungsorte
| NR. | Datum       | Land        | Tagungsort          |
| --- | ----------- | ----------- | ------------------- |
| 25  | Okt. 24     | Deutschland | Würzburg            |
| 24  | Mai/Juni 24 | Deutschland | Stuttgart           |
| 23  | Okt. 23     | Deutschland | Oldenburg           |
| 22  | Mai 23      | Deutschland | Karlsruhe           |
| 21  | Okt. 22     | Österreich  | Wien                |
| 20  | Juni 22     | Deutschland | Dresden             |
| 19  | Nov. 21     | Schweiz     | Online (Muttenz)    |
| 18  | Mai. 21     | Deutschland | Online (Bonn)       |
| 17  | Dez. 20     | Deutschland | Online (Hamburg)    |
| 16  | Aug. 20     |             | Online              |
| 15  | Okt. 19     | Deutschland | Würzburg            |
| 14  | Mai. 19     | Deutschland | Dessau              |
| 13  | Nov. 18     | Deutschland | München             |
| 12  | Mai 18      | Deutschland | Hannover            |
| 11  | Nov. 17     | Schweiz     | Zürich              |
| 10  | Jun. 17     | Deutschland | Karlsruhe           |
| 9   | Nov. 16     | Deutschland | Mainz               |
| 8   | Mai 16      | Österreich  | Graz                |
| 7   | Nov. 15     | Deutschland | Oldenburg           |
| 6   | Jun. 15     | Deutschland | Bonn                |
| 5   | Okt. 14     | Deutschland | Bochum              |
| 4   | Mai 14      | Österreich  | Wien                |
| 3   | Nov. 13     | Deutschland | Frankfurt/Darmstadt |
| 2   | Mai 13      | Deutschland | Stuttgart           |
| 1   | Nov. 12     | Deutschland | Hamburg             |